# Pan frito

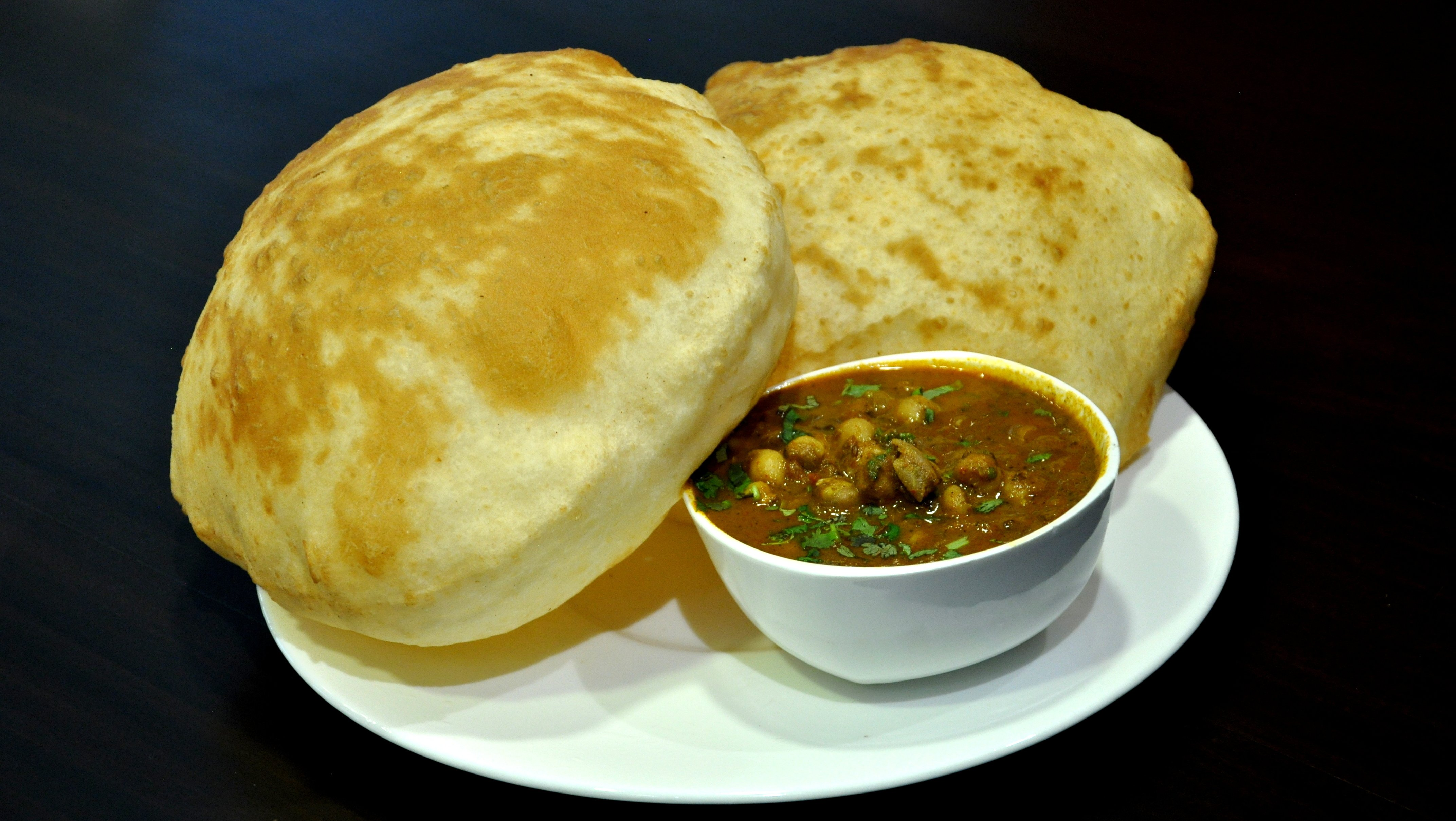
Chole bhature, preparación india con bhature, pan indio frito.

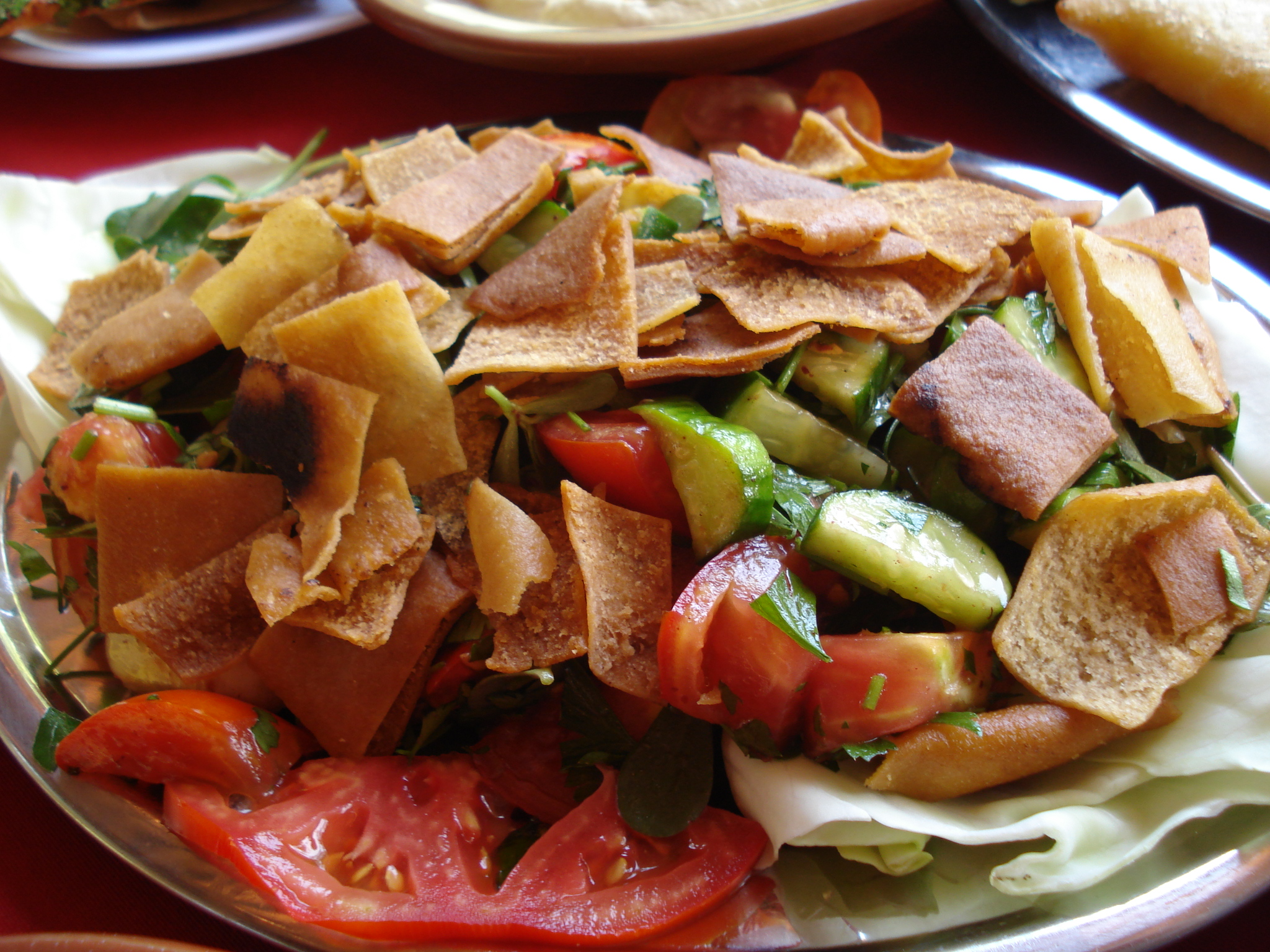
Fattush, ensalada árabe que incluye pan pita cortado en cuadros y freído.

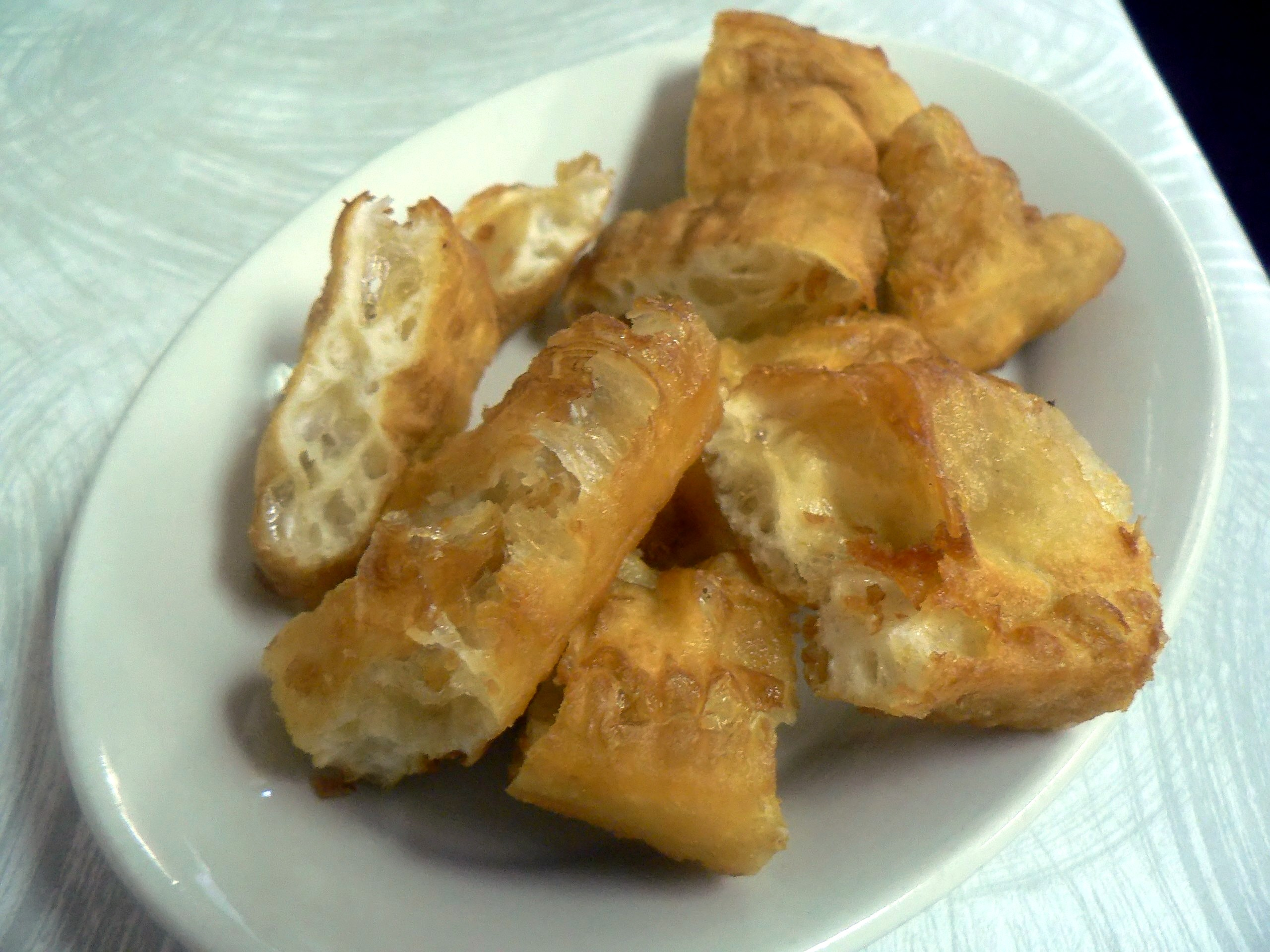
Youtiao, pan frito chino.

El pan frito es una preparación culinaria de diversas gastronomías del mundo realizado con cualquier tipo de pan que, tras cortarse en rebanadas o trozos más pequeños, se fríe en aceite o mantequilla y se sirve como parte de una comida. A veces se fríe en la misma sartén que otros ingredientes para absorber su sabor, y otras se moja en vino o leche para mejorarlo.

## Por región
- Tradicionalmente, el desayuno completo británico (full breakfast) se sirve con pan frito en aceite, mantequilla, manteca o tocino.[1]

- En España tradicionalmente se freía el pan del día anterior, una vez ya duro,[2] para usarse como picatostes para las cremas de verduras o el gazpacho.[3] En las costas gaditanas (Cádiz, España) es muy típico servir productos del mar (choco,[4] gambas, rape[5]...) al pan frito.

- En los países árabes existe una ensalada, el fattush cuyo ingrediente clásico es pan árabe (jubz o jébez), un tipo de pan pita que se corta a cuadros y se fríe hasta que quede crujiente y moreno. Luego se deja enfriar y se agrega a la ensalada.

- En Italia, concretamente en la región de Emilia, existe la crescentina o gnocco fritto, una masa de pan frita.

- En Francia es muy popular como desayuno el pain perdu («pan perdido»), llamado en otros lugares como «tostada francesa» y en España «torrija», que es pan de molde (pan de caja) bañado en huevo y leche y luego frito, aunque a veces también horneado.

- En la India hay también diversas recetas de pan frito, como el chole bhature (garbanzos y pan frito) o el shahi tukra (rebanadas de pan frito bañadas en un jarabe de especias).